# Sascha Arango

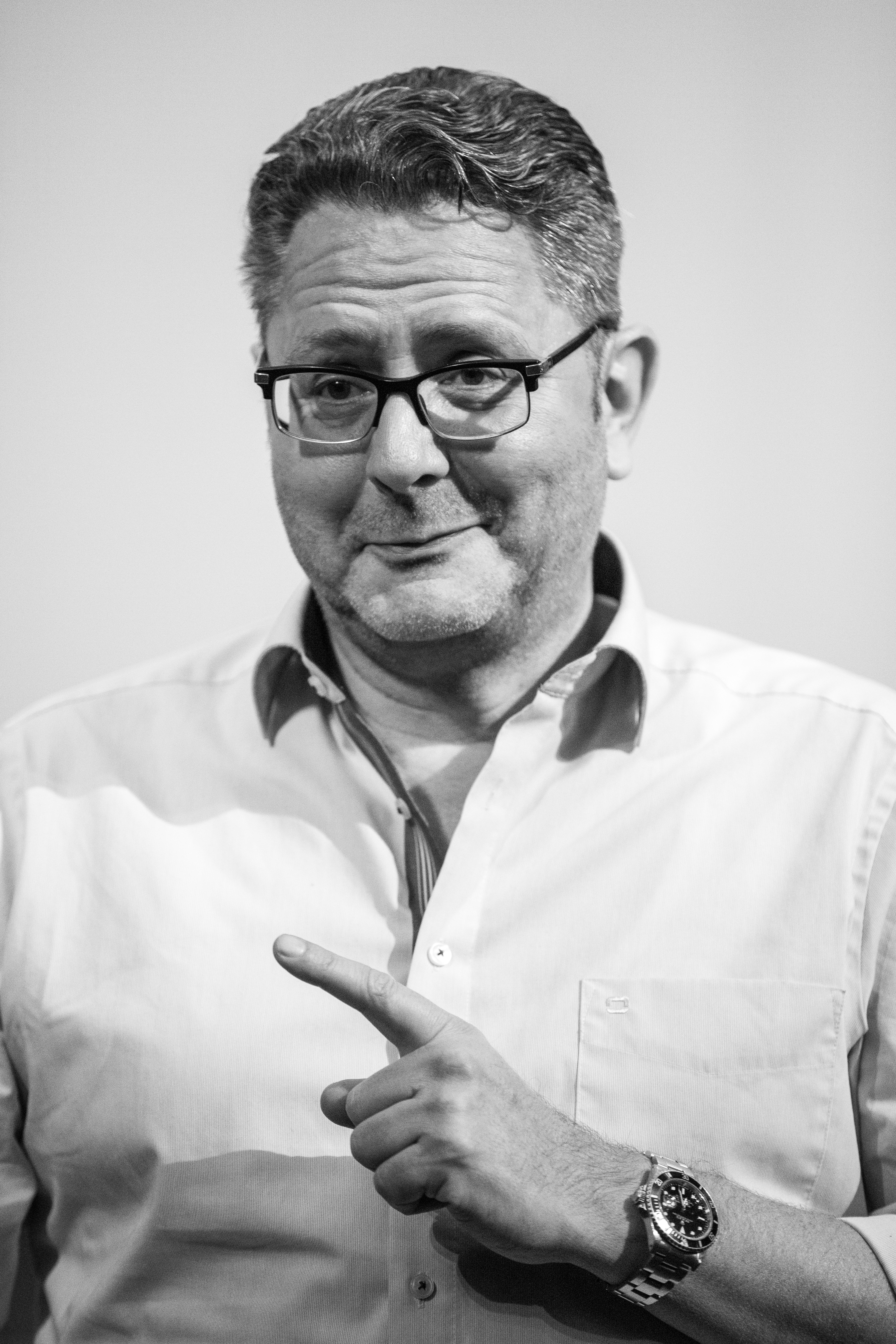
Sascha Arango 2019 auf dem Deutschen Fernsehkrimi-Festival in Wiesbaden

Sascha Arango (* 2. Dezember 1959 in Berlin) ist ein deutscher Drehbuchautor. Er verfasste auch mehrere Hörspiele und Theaterstücke und wurde mehrfach mit dem Adolf-Grimme-Preis ausgezeichnet.

## Leben
Sascha Arango wuchs als Sohn einer deutschen Mutter und eines kolumbianischen Vaters mit seinem Bruder Tonio in Berlin-Wilmersdorf auf. Seit 1989 schreibt er Drehbücher für Funk, Kino und Fernsehen, unter anderem die ersten fünf Folgen der Sat.1-Fernsehserie Blond: Eva Blond! und für die ARD mehrere Tatort-Folgen, die in Kiel spielen.
Er lehrte ab 1994 an der Filmakademie Baden-Württemberg und an der DFFB in Berlin.

## Aussagen von Arango
Aus der Süddeutschen Zeitung, 1./2./3. Oktober 2011, S. 3:
- „Wenn die Leute so dasitzen, dann ist die Geschichte, die du erzählst, eine gute Geschichte. Geschichtenerzählen ist Hypnose, Geiselnahme, Folter.“
- „Die Einführung der Quote im öffentlich-rechtlichen Fernsehen ist von der gleichen Dummheit wie die Einführung des Zölibats in der katholischen Kirche. Die beste Quote in Deutschland hatte immer noch die NSDAP. Und: Was bitte sagt diese gute Quote aus über die NSDAP?“
- „Ich habe noch nie ein Problem damit gehabt, dass lange nichts gesagt wird. Wenn die Situation einleuchtend genug ist, muss nichts gesagt werden.“
- „Wer unglücklich ist, schreibt präziser.“
- „Frauen sind immer so schnell enttäuscht, dabei bedeutet enttäuscht sein doch nur, dass die Täuschung vorbei ist. Man sieht wieder klarer. Ich frage mich, was so schlimm daran ist, enttäuscht zu werden.“

## Filmografie
- 1993: Der letzte Kosmonaut – Regie: Nico Hofmann
- 1995: Zu treuen Händen – Regie: Konrad Sabrautzky
- 1996: Tor der Feuers – Regie: Kaspar Heidelbach
- 1996: Tatort: Der kalte Tod – Regie: Nina Grosse
- 2001: Liebe.Macht.Blind. – Regie: Torsten Näter
- 2001: Liebe und Verrat – Regie: Mark Schlichter
- 2001: Blond: Eva Blond! – Der Mörder spricht das Urteil – Regie: Jorgo Papavassiliou
- 2001: Der Blaue Helm
- 2002: Blond: Eva Blond! – Das Buch der Beleidigungen – Regie: Urs Egger
- 2003: Blond: Eva Blond! – Der Zwerg im Schließfach – Regie: Hermine Huntgeburth
- 2004: Blond: Eva Blond! – Wie das Leben so spielt – Regie: Matthias Glasner
- 2004: Blond: Eva Blond! – Epsteins Erbe – Regie: Achim von Borries
- 2004: Swing – Musik des Lebens
- 2005: Tatort: Borowski in der Unterwelt – Regie: Claudia Garde
- 2006: Holt Bubinsky – Regie: Leander Haußmann
- 2006: Eva Blond – Der sechste Sinn – Regie: Matthias Glasner
- 2007: Tatort: Borowski und das Mädchen im Moor – Regie: Claudia Garde
- 2009: Die Stunde des Wolfes – Regie: Matthias Glasner
- 2010: Tom Sawyer – Regie: Hermine Huntgeburth
- 2011: Die Stunde des Wolfes
- 2011: Tatort: Borowski und die Frau am Fenster – Regie: Stephan Wagner
- 2012: Tatort: Borowski und der stille Gast – Regie: Christian Alvart
- 2012: Die Abenteuer des Huck Finn – Regie: Hermine Huntgeburth
- 2013: Alaska Johansson (Fernsehfilm) – Regie: Achim von Borries
- 2013: Tatort: Borowski und der Engel – Regie: Andreas Kleinert
- 2014: Besondere Schwere der Schuld – Regie: Kaspar Heidelbach
- 2015: Tatort: Niedere Instinkte – Regie: Claudia Garde
- 2015: Tatort: Borowski und die Rückkehr des stillen Gastes – Regie: Claudia Garde
- 2019: Tatort: Borowski und das Glück der Anderen – Regie: Andreas Kleinert
- 2021: Tatort: Borowski und der gute Mensch
- 2024: Tatort: Man stirbt nur zweimal
- 2025: Tatort: Borowski und das Haupt der Medusa

## Hörspiele
- 1993: Mir (WDR)[3]
- 1993: Expeditionen (Kinderhörspiel, DS Kultur)

## Auszeichnungen
- 1995: Adolf-Grimme-Preis für Der letzte Kosmonaut
- 1995: Prix Futura, Hörspielpreis der BBC
- 1996: Adolf-Grimme-Preis für Zu treuen Händen (zusammen mit Konrad Sabrautzky)
- 1996: Ernst-Schneider-Preis für Zu treuen Händen
- 2015: Prix du polar européen für Die Wahrheit und andere Lügen

## Veröffentlichungen
- Die Wahrheit und andere Lügen: Roman. C. Bertelsmann, München 2014, ISBN 978-3-570-10146-9.